# エンテロトキシン
エンテロトキシン（enterotoxin）とは細菌が産生するタンパク質毒素のうち、腸管に作用して生体に異常反応を引き起こす毒素の総称。ブドウ球菌などが産生する耐熱性のStaphylococcal enterotoxin (SE)、サルモネラ菌、ウェルシュ菌、セレウス菌などが産生する易熱性のものがある。
1930年代にブドウ球菌食中毒の原因解明を行った研究者が、細菌ではなく細菌が生産する毒性物質が原因であることを突き止め、この毒性物質をエンテロトキシンと命名した。
耐熱性のエンテロトキシンは調理の加熱では不活化されず、また消化酵素でも分解されないために食中毒が発生する。
易熱性であるウェルシュ菌のエンテロトキシンは、60℃10分間の加熱で不活化することができる。